# Kelvin van der Linde
Kelvin van der Linde (Johannesburg, 20 giugno 1996) è un pilota automobilistico sudafricano, due volte campione del ADAC GT Masters e ufficiale Audi dal 2017 al 2023.
Anche sul fratello minore, Sheldon, è un pilota automobilistico che corre per il marchio BMW.

## Carriera

### Gli Inizi
Nato e cresciuto in Sud Africa, Kelvin van der Linde ha iniziato la sua carriera agonistica nel Karting all'età di 8 anni nel 2005. Da allora, ha vinto numerosi titoli nazionali e internazionali, nonché una delle più grandi gare Endurance del mondo, la 24 Ore del Nürburgring nel 2017.
Nel 2011 è diventato il pilota più giovane di sempre a gareggiare in un evento del circuito nazionale sudafricano all'età di 14 anni e poi è diventato il più giovane campione nazionale del Sudafrica all'età di 16 anni e 128 giorni l'anno successivo.
Il 2013 è stato un anno di svolta quando ha vinto il suo primo campionato internazionale. All'età di 17 anni, van der Linde è diventato il più giovane vincitore di sempre della Volkswagen Scirocco R-Cup e ha guadagnato il suo posto come pilota Junior supportato dalla Volkswagen per la stagione 2014. Sulla scia del successo dell'anno precedente, ha conquistato titoli europei consecutivi quando è diventato il più giovane campione ADAC GT Masters all'età di 18 anni alla guida di un'Audi R8 LMS Ultra.

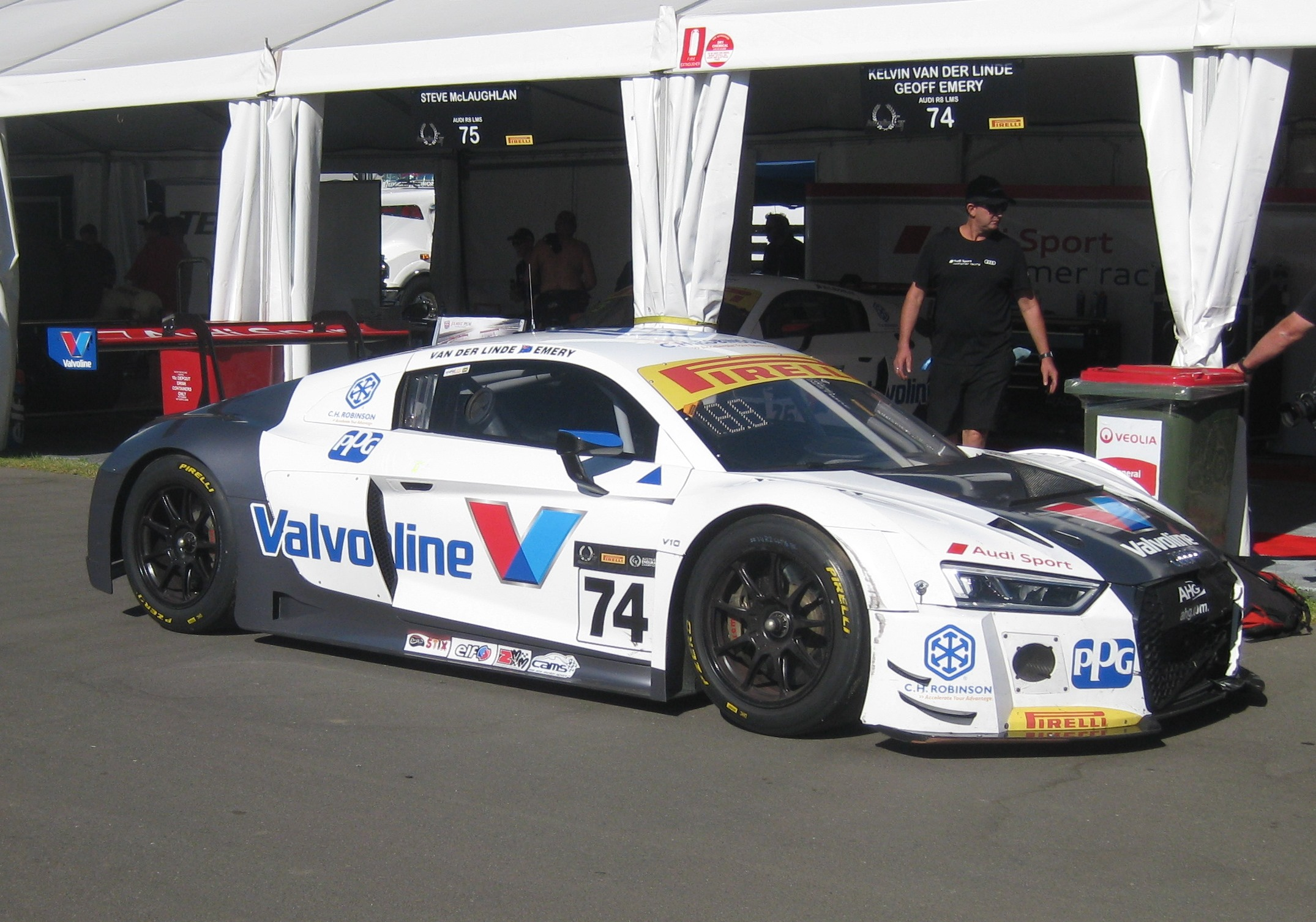
L'Audi R8 LMS Evo utilizzata nel 2017 da Kelvin van der Linde

Nel 2015 van der Linde è stato promosso al ruolo di pilota ufficiale Audi, vincendo alcuni degli eventi più prestigiosi al mondo negli anni successivi, tra cui la 24H del Nürburgring e la 10H di Suzuka.

### Deutsche Tourenwagen Masters
Van der Linde ha gareggiato nel Deutsche Tourenwagen Masters 2021 per Abt Sportsline. Ha vinto quattro gare ed è arrivato terzo nel campionato piloti. Ha iniziato l'ultima gara della stagione lottando per il titolo mondiale piloti con Liam Lawson e Maximilian Götz. Durante la gara, van der Linde è stato coinvolto in duelli controversi sia con Lawson che con Götz. L'auto di Lawson è stata danneggiata in una collisione al primo giro con van der Linde, che di conseguenza è stato penalizzato di cinque secondi. Verso la fine della gara, van der Linde ha subito una foratura in una battaglia con Götz e ha perso le sue possibilità di vincere il titolo, che alla fine è andato a Götz.
L'anno seguente continua nella serie con il team Abt in squadra con Ricardo Feller e René Rast. La stagione risulta più negativa della precedente, Kelvin ottiene un solo podio, un secondo posto al Nürburgring ed chiude nono in classifica piloti, terzo tra le Audi R8 LMS Evo II in corsa.
Viene confermato dal team Abt per la stagione 2023 insieme a Ricardo Feller. Il pilota sudafricano riesce ad ottenere due podi tra cui la vittoria al Red Bull Ring. Chiude la stagione al ottavo posto, secondo tra i piloti Audi. L'anno seguente rimane legato al team Abt al quale si unisce il supporto della Red Bull. A poco più di metà stagione, Kelvin si trova in testa alla classifica grazie a quattro podi tra cui due vittorie, la prima a Lausitzring davanti a Maro Engel, mentre la seconda arriva a Nürburgring davanti a Mirko Bortolotti.

### Formula E
Nel 2023 van der Linde viene scelto dal team ABT Cupra per sostituire l'infortunato Robin Frijns al volante della Mahindra M9Electro per le due gare del E-Prix di Dirʿiyya. Visto il prolungamento del infortunio di Frijns, Kelvin rimane nella serie anche per i due eventi successivi di Hyderabad e Città del Capo.
L'anno seguente torna in Formula E per il doppio round di Berlino sostituendo Nico Müller per il team ABT Cupra.

### Mondiale Endurance
A fine 2023, Kelvin lascia l'Audi dopo sei anni e si unisce al team Akkodis ASP per partecipare al Campionato del mondo endurance portando in pista la Lexus LMGT3. Visito il suo impegno in Formula E per la 6 Ore di Spa-Francorchamps viene sostituito da Ritomo Miyata.

## Risultati

### Riassunto della carriera
| Stagione | Categoria                               | Team                            | Gare        | Vittorie    | Pole        | GPV         | Podi        | Punti       | Pos.        |
| -------- | --------------------------------------- | ------------------------------- | ----------- | ----------- | ----------- | ----------- | ----------- | ----------- | ----------- |
| 2011     | Engen Volkswagen Cup                    | Ferodo Racing                   | 10          | 0           | 0           | 0           | 1           | -           | 3°          |
| 2011     | Volkswagen Challenge South Africa       | Ferodo Racing                   | 16          | 12          | 16          | 15          | 12          | 152         | 1°          |
| 2011     | Volkswagen Challenge South Africa       | Autoquip                        | 16          | 12          | 16          | 15          | 12          | 152         | 1°          |
| 2012     | Volkswagen Cup South Africa             |                                 | 20          | 7           |             |             | 15          | 429         | 1°          |
| 2013     | Volkswagen Scirocco R-Cup               |                                 | 9           | 5           | 2           | 4           | 6           | 348         | 1°          |
| 2014     | ADAC GT Masters                         | Prosperia C. Abt Racing         | 16          | 3           | 4           | 0           | 9           | 214         | 1°          |
| 2014     | Blancpain GT Series Endurance Cup       | Prosperia Abt Racing            | 2           | 0           | 0           | 0           | 0           | 0           | NC          |
| 2015     | ADAC GT Masters                         | C. Abt Racing                   | 16          | 1           | 0           | 0           | 3           | 81          | 14°         |
| 2015     | TCR International Series                | Liqui Moly Team Engstler        | 2           | 0           | 0           | 0           | 0           | 13          | 21°         |
| 2015     | Blancpain GT Series Endurance Cup       | Belgian Audi Club Team WRT      | 1           | 0           | 0           | 0           | 0           | 0           | NC          |
| 2016     | ADAC GT Masters                         | Car Collection Motorsport       | 10          | 0           | 0           | 0           | 0           | 1           | 54°         |
| 2017     | ADAC GT Masters                         | Aust Motorsport                 | 14          | 1           | 0           | 0           | 2           | 107         | 5°          |
| 2017     | Australian GT Championship              | JAMEC PEM Racing                | 12          | 2           | 0           | 0           | 5           | 516         | 5°          |
| 2017     | Intercontinental GT Challenge           | Audi Sport Team Magnus          | 2           | 1           | 0           | 0           | 1           | 27          | 5°          |
| 2017     | Intercontinental GT Challenge           | Audi Sport Team ISR             | 2           | 1           | 0           | 0           | 1           | 27          | 5°          |
| 2017     | 24 Ore del Nürburgring - SP9            | Audi Sport Team Land            | 1           | 1           | 0           | 0           | 0           | N/A         | 1°          |
| 2017     | Blancpain GT Series Endurance Cup       | Audi Sport Team ISR             | 4           | 0           | 0           | 0           | 0           | 5           | 33°         |
| 2018     | ADAC GT Masters                         | Montaplast by Land-Motorsport   | 14          | 2           | 0           | 0           | 6           | 136         | 2°          |
| 2018     | Intercontinental GT Challenge           | Audi Sport Team MPC             | 3           | 1           | 2           | 1           | 2           | 40          | 6°          |
| 2018     | Intercontinental GT Challenge           | Audi Sport Team Absolute Racing | 3           | 1           | 2           | 1           | 2           | 40          | 6°          |
| 2018     | Intercontinental GT Challenge           | Audi Sport Team Land            | 3           | 1           | 2           | 1           | 2           | 40          | 6°          |
| 2018     | Blancpain GT Series Endurance Cup       | Attempto Racing                 | 5           | 0           | 0           | 0           | 1           | 36          | 8°          |
| 2018     | Blancpain GT Series Endurance Cup       | Montaplast by Land-Motorsport   | 5           | 0           | 0           | 0           | 1           | 36          | 8°          |
| 2018     | Blancpain GT Series Sprint Cup          | Attempto Racing                 | 10          | 1           | 0           | 1           | 3           | 65          | 3°          |
| 2018     | IMSA - GTD                              | Montaplast by Land-Motorsport   | 1           | 0           | 0           | 0           | 1           | 24          | 53°         |
| 2018     | Stock Car Brasil                        | Blau Motorsport                 | 3           | 0           | 0           | 0           | 1           | 0           | NC†         |
| 2019     | ADAC GT Masters                         | HCB-Rutronik Racing             | 14          | 3           | 3           | 1           | 7           | 205         | 1°          |
| 2019     | Intercontinental GT Challenge           | Audi Sport Team Valvoline       | 4           | 1           | 0           | 0           | 1           | 32          | 13°         |
| 2019     | Intercontinental GT Challenge           | Audi Sport Team Land            | 4           | 1           | 0           | 0           | 1           | 32          | 13°         |
| 2019     | Intercontinental GT Challenge           | Audi Sport Team WRT             | 4           | 1           | 0           | 0           | 1           | 32          | 13°         |
| 2019     | Blancpain GT Series Endurance Cup       | Attempto Racing                 | 4           | 0           | 0           | 0           | 0           | 10          | 24°         |
| 2019     | 24 Ore di Daytona - GTD                 | Audi Sport Team WRT Speedstar   | 1           | 0           | 0           | 0           | 1           | 30          | 3°          |
| 2019     | FIA GT World Cup                        | Audi Sport Team Rutronik        | 1           | 0           | 0           | 0           | 0           | N/A         | 10°         |
| 2019–20  | Formula E                               | Audi Sport ABT Schaeffler       | Test driver | Test driver | Test driver | Test driver | Test driver | Test driver | Test driver |
| 2020     | ADAC GT Masters                         | Rutronik Racing                 | 14          | 1           | 1           | 1           | 4           | 160         | 4°          |
| 2020     | GT World Challenge Europe Eudurance     | Belgian Audi Club Team WRT      | 4           | 1           | 0           | 0           | 1           | 52          | 4°          |
| 2020     | GT World Challenge Europe Sprint Cup    | Belgian Audi Club Team WRT      | 10          | 1           | 0           | 1           | 2           | 66          | 4°          |
| 2020     | Intercontinental GT Challenge           | Audi Sport Team Valvoline       | 1           | 0           | 0           | 1           | 0           | 4           | 19°         |
| 2020     | Intercontinental GT Challenge           | Audi Sport Team WRT             | 2           | 0           | 0           | 0           | 0           | 4           | 19°         |
| 2021     | DTM                                     | Team Abt Sportsline             | 16          | 4           | 5           | 2           | 5           | 208         | 3°          |
| 2021     | Asian Le Mans Series                    | Phoenix Racing                  | 2           | 0           | 0           | 0           | 1           | 27          | 9°          |
| 2021     | GT World Challenge Europe Eudurance Cup | Team WRT                        | 3           | 0           | 0           | 0           | 2           | 56          | 5°          |
| 2021     | GT World Challenge Europe Sprint Cup    | Team WRT                        | 4           | 0           | 0           | 0           | 1           | 9.5         | 22°         |
| 2022     | DTM                                     | Team Abt Sportsline             | 16          | 0           | 1           | 1           | 1           | 90          | 9°          |
| 2022     | GT World Challenge Europe Endurance Cup | Audi Sport Team WRT             | 4           | 1           | 2           | 0           | 1           | 27          | 17°         |
| 2022-23  | Formula E                               | ABT Cupra Formula E Team        | 4           | 0           | 0           | 0           | 0           | 0           | 24°         |
| 2023     | DTM                                     | Abt Sportsline                  | 16          | 1           | 0           | 1           | 2           | 119         | 8°          |
| 2023     | GT World Challenge Europe Endurance Cup | Scherer Sport PHX               | 1           | 0           | 0           | 0           | 1           | 24          | 12°         |
| 2024     | Formula E                               | ABT CUPRA Formula E Team        | 2           | 0           | 0           | 0           | 0           | 0           | 25º         |
| 2024     | DTM                                     | Abt Sportsline                  | 6           | 1           | 1           | 2           | 3           | 82          |             |
| 2024     | WEC - LMGT3                             | Akkodis ASP Team                | 3           | 0           | 0           | 0           | 0           | 16*         |             |

* Stagione in corso.

### Risultati DTM
(legenda) (Le gare in grassetto indicano la pole position) (Le gare in corsivo indicano Gpv)
| Anno | Team                | Vettura            | 1   | 2   | 3   | 4   | 5   | 6   | 7    | 8   | 9   | 10  | 11  | 12  | 13  | 14  | 15  | 16  | Punti | Pos. |
| ---- | ------------------- | ------------------ | --- | --- | --- | --- | --- | --- | ---- | --- | --- | --- | --- | --- | --- | --- | --- | --- | ----- | ---- |
| 2021 | Abt Sportsline      | Audi R8 LMS Evo    | MNZ | MNZ | LAU | LAU | ZOL | ZOL | NÜR  | NÜR | RBR | RBR | ASS | ASS | HOC | HOC | NOR | NOR | 208   | 3º   |
| 2021 | Abt Sportsline      | Audi R8 LMS Evo    | 4   | 1   | 42  | 3   | 1   | 8   | 1    | Rit | 5   | 6   | 12  | 4   | 1   | 101 | 42  | 172 | 208   | 3º   |
| 2022 | Abt Sportsline      | Audi R8 LMS Evo II | POR | POR | LAU | LAU | IMO | IMO | NOR  | NOR | NÜR | NÜR | SPA | SPA | RBR | RBR | HOC | HOC | 90    | 9º   |
| 2022 | Abt Sportsline      | Audi R8 LMS Evo II | 4   | 6   | Rit | 20  | 5   | 13  | Rit1 | Rit | 2   | 42  | 5   | 14  | 8   | Rit | 12  | 5   | 90    | 9º   |
| 2024 | Red Bull – Team ABT | Audi R8 LMS Evo II | OSC | OSC | LAU | LAU | ZAN | ZAN | NOR  | NOR | NÜR | NÜR | SAC | SAC | RBR | RBR | HOC | HOC | 189*  |      |
| 2024 | Red Bull – Team ABT | Audi R8 LMS Evo II | 12  | 5   | 1   | 2   | 13  | 3   | 6    | 9   | 1   | 4   | 8   | 2   | 8   | 5   |     |     | 189*  |      |

* Stagione in corso.

### Formula E
| Stagione | Squadra                  | Vettura                  | 1                   | 2            | 3           | 4                                               | 5      | 6   | 7   | 8   | 9      | 10     | 11  | 12  | 13  | 14  | 15  | 16  | Punti | Pos. |
| --- | ------------------------ | ------------------------ | ------------------- | ------------ | ----------- | ----------------------------------------------- | ------ | --- | --- | --- | ------ | ------ | --- | --- | --- | --- | --- | --- | ----- | ---- |
| 2022-23 | ABT Cupra Formula E Team | Spark-Mahindra M9Electro | MEX                 | DIR 16       | DIR 19      | HYD Rit                                         | CAP WD | SAP | BER | BER | MON    | GIA    | GIA | POR | ROM | ROM | LON | LON | 0     | 24°  |
| 2023-24 | ABT Cupra Formula E Team | Spark-Mahindra M9Electro | MEX                 | DIR          | DIR         | SAP                                             | TOY    | MIS | MIS | MON | BER 11 | BER 15 | SHA | SHA | POR | POR | LON | LON | 0     | 25º  |
| \| Legenda \| 1º posto \| 2º posto \| 3º posto \| A punti \| Senza punti \| Grassetto=Pole position Corsivo=Giro più veloce \| \| Legenda \| Solo prove/Terzo pilota \| Non qualificato \| Ritirato/Non class. \| Squalificato \| Non partito \| Grassetto=Pole position Corsivo=Giro più veloce \| |                          |                          |                     |              |             |                                                 |        |     |     |     |        |        |     |     |     |     |     |     |       |      |
| Legenda | 1º posto                 | 2º posto                 | 3º posto            | A punti      | Senza punti | Grassetto=Pole position Corsivo=Giro più veloce |        |     |     |     |        |        |     |     |     |     |     |     |       |      |
| Legenda | Solo prove/Terzo pilota  | Non qualificato          | Ritirato/Non class. | Squalificato | Non partito | Grassetto=Pole position Corsivo=Giro più veloce |        |     |     |     |        |        |     |     |     |     |     |     |       |      |

### WEC
| Anno    | Squadra          | Classe | Vettura        | QAT | IMO | SPA | LMS | SÃO | COA | FUJ | BHR | Punti | Pos. |
| ------- | ---------------- | ------ | -------------- | --- | --- | --- | --- | --- | --- | --- | --- | ----- | ---- |
| 2024    | Akkodis ASP Team | LMGT3  | Lexus RC F GT3 | Rit | 14  |     | 6   | NC  | 9   | 11  | Rit | 18    | 23°  |
| Anno    | Squadra          | Classe | Vettura        | QAT | IMO | SPA | LMS | SÃO | COA | FUJ | BHR | Punti | Pos. |
| 2025    | Team WRT         | LMGT3  | BMW M4 GT3     | 11  | 2   | 9   | Rit |     |     |     |     | 21*   |      |
| Legenda |                  |        |                |     |     |     |     |     |     |     |     |       |      |

* Stagione in corso.

#### 24 Ore di Le Mans
| Anno | Squadra          | Co-piloti                       | Classe | Vettura        | Circuito                      | Giri | Pos. Totale | Pos. Classe |
| ---- | ---------------- | ------------------------------- | ------ | -------------- | ----------------------------- | ---- | ----------- | ----------- |
| 2024 | Akkodis ASP Team | Timur Boguslavskij Arnold Robin | LMGT3  | Lexus RC F GT3 | Circuit des 24 Heures du Mans | 279  | 34°         | 7°          |
| 2025 | Team WRT         | Valentino Rossi Ahmad Al Harthy | LMGT3  | BMW M4 GT3     | Circuit des 24 Heures du Mans | 156  | Rit         | Rit         |